# 彭廷訓
彭廷训，字尹作，江西南昌人。清朝政治人物。

## 生平
康熙四十五年（1706年）丙戌科进士。官詹事府右赞善。以书法受康熙帝赏识。